# (9872) Solf
(9872) Solf (1992 DJ4) – planetoida z pasa głównego asteroid okrążająca Słońce w ciągu 3,65 lat w średniej odległości 2,37 j.a. Odkryta 27 lutego 1992 roku.